# キュアクサレス2世
キュアクサレス2世（古代ペルシャ語: 𐎢𐎺𐎧𐏁𐎫𐎼 - Uvaxštra - ハヴァフシュトラ、古代ギリシア語: Κυαξάρης、メディア語：ハヴァフシュトラ、エラム語：シャッタッリダ、アッシリア語：カシュタリタ、バビロニア語：ハシャトリッティ、英語: Cyaxares the Great）は、メディア王国の王（在位：紀元前625年 – 紀元前584年）。先代の王フラオルテスの息子。アッシリア帝国を滅ぼし、スキタイ人による支配からメディアを解放した。

## 来歴

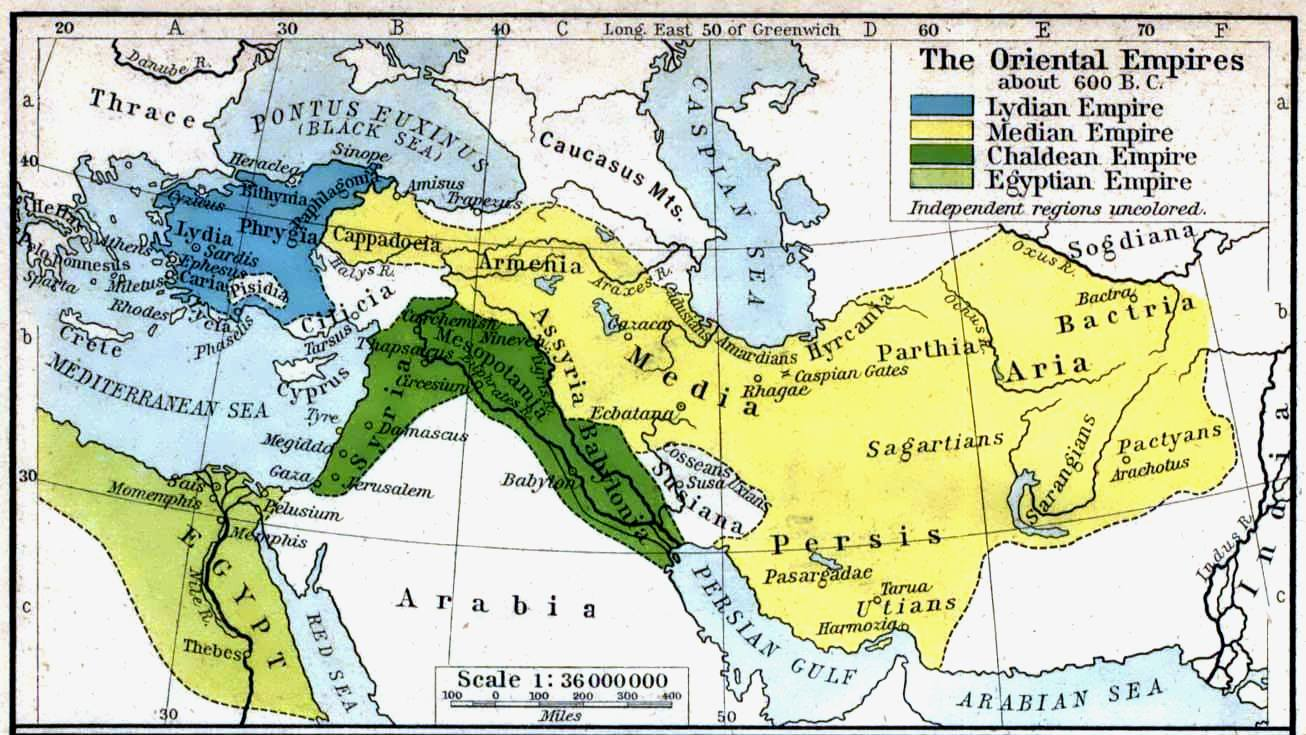
紀元前600年頃のオリエント世界。黄色がメディア領（ただし最近の研究では異説もある）。

### スキタイからの自立
先代の王で父であるフラオルテスは、アッシリア帝国との戦いで多くの兵士と共に敗死した。またアッシリアと同盟していたスキタイ人はメディア王国に君臨した。こうした困難な状況の中でキュアクサレスはメディア王になった。
古代ギリシアの歴史家ヘロドトスによると、キュアクサレスはスキタイ支配下でメディアの支配を安定させ、また根本的な軍制改革を行い、歩兵隊、弓兵隊を分け、スキタイの機動的な騎馬戦術を採用した。さらにこの時代のメディアの遺物が示すように、スキタイの美術要素も取り入れたと思われる。キュアクサレスはオルーミーイェ湖地方まで支配を拡大し、スキタイ人の警戒心を呼び起こした。キュアクサレスはスキタイの支配者を宴会に招いて酔ったところを殺害し、スキタイの勢力をマンナエ地方まで後退させた。

### アッシリア滅亡
紀元前614年、キュアクサレスは父の遺志を継ぎ、アッシリア討伐に乗り出した。プラオルテスとは異なり、キュアクサレスは直接アッシリアの都ニネヴェに向かわず、7月12日にディヤーラー川沿いのアッシリアの地方拠点都市タルビシュを攻略し、そこから大攻勢に出るつもりであった。折よく新バビロニアを建国したナボポラッサルが南方でアッシリアに対する攻勢に出ており、アッシリアの覇権は揺らいでいた。
キュアクサレスはニネヴェを攻略しようとしたが果たせず、アッシリアにはスキタイの援軍が到着した。メディア軍はニネヴェをあきらめてアッシュールに矛先を転じてこれを攻略・掠奪し（アッシュール陥落）、ついでキュアクサレスはナボポラッサルとの会見に臨んだ。メディアとバビロニアは同盟を締結し、キュアクサレスの娘アミュティスと、ナボポラッサルの皇太子ネブカドネザル2世の結婚式が行われた。
キュアクサレスはスキタイ人に立ち向かってこれを破った。ついでメディア軍とバビロニア軍は再度合流し、紀元前612年5月30日、ニネヴェ攻撃が開始され、7月28日に陥落した（ニネヴェの戦い）。ナボポラッサルによれば「二ネヴェは完全に破壊され短時間のうちに廃墟になった」という。9月7日、メディア軍は凱旋した。アッシリア王シン・シャル・イシュクンはニネヴェ陥落の際に殺害された。紀元前610年にはエジプトの支援を受けたアッシュール・ウバリト2世がこもるハッラーンを攻略し、アッシリア帝国を完全に滅亡させた（ハッラーン陥落）。

### 西方遠征
紀元前590年にはウラルトゥの古都トゥシュパを攻略し、ウラルトゥ王国は滅亡、メディアはメソポタミア以北の山岳地帯の支配を固めた。
当時アナトリア半島ではリディア王国が興隆し、交易によるその富はオリエントに鳴り響いていた。キュアクサレスは西方に遠征し、リディアと衝突した。戦いは5年に及んだが決着はつかなかった。ヘロドトスによれば、この戦争の発端はリディア王アリュアッテスがスキタイ人を匿い、キュアクサレスの引き渡し要求を拒絶したことによるのだという。紀元前585年5月28日、ハリュス川で両軍が交戦中、ミレトスの人タレスが予言した日食が発生して突然夜になり、両軍は戦をやめた（日食の戦い）。のちにバビロニア王となるナボニドゥスの仲介で両国は講和し、ハリュス川を両国の国境とすること、キュアクサレスの息子アステュアゲスとアリュアッテスの娘アリュエニスとの婚姻が定められた。
ヘロドトスはニネヴェ攻略とハリュス川の戦いの後に記述しているが、実際は逆の順番で起きている。おそらくニネヴェ攻略と西方遠征は同時並行で進められていたことを反映したものである。ハリュス川の戦いは日食の計算により日付まで特定出来るため、ニネヴェ攻略よりずっと後のことであったのは明らかである。
キュアクサレスは紀元前584年に死去した。ヘロドトスによれば、その在位期間は40年であったという。息子のアステュアゲスが継いだ。

## 文献
- 松平千秋訳注 『ヘロドトス　歴史』（上中下、岩波文庫、1971年 - 1972年）
　2006年に改版、2008年にワイド版でも刊行。なお元版は「世界古典文学全集10　ヘロドトス」（筑摩書房）